# Frénois (Côte-d’Or)
Frénois település Franciaországban, Côte-d’Or megyében. Lakosainak száma 93 fő (2022. január 1.). Frénois Salives, Courtivron, Francheville, Lamargelle, Léry és Moloy községekkel határos.

## Népesség
A település népességének változása:
| Lakosok száma | 65   | 58   | 51   | 63   | 90   | 86   | 85   | 88   | 88   | 93   |
|               | 1968 | 1982 | 1990 | 2006 | 2013 | 2015 | 2017 | 2019 | 2020 | 2022 |